# Kot german rex

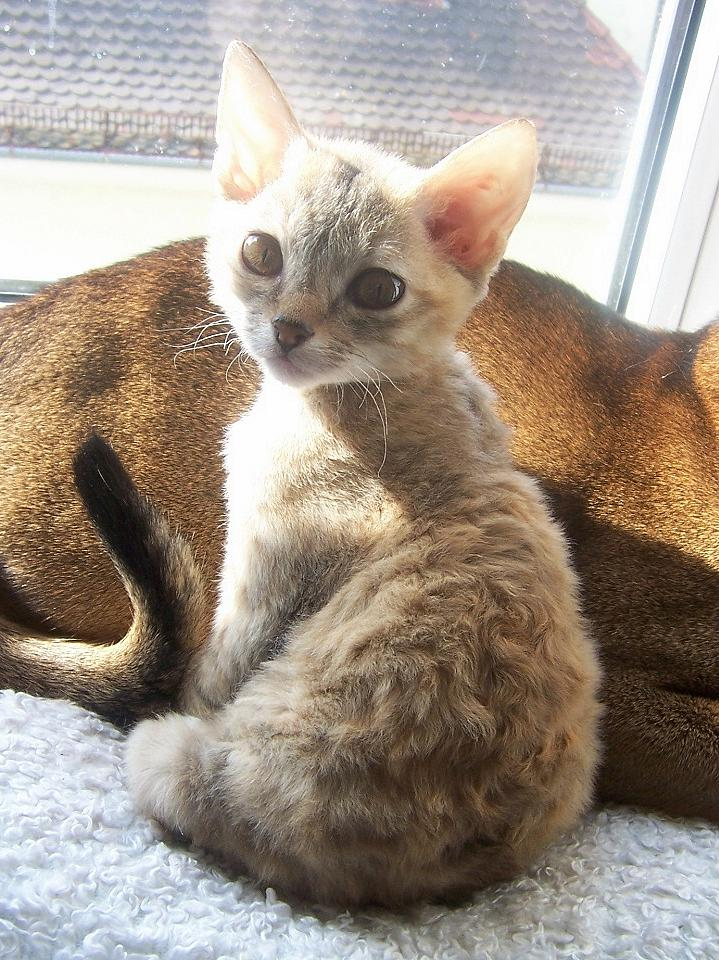
Kociak German Rex

Niemiecki rex – najstarsza rasa kota o kręconej sierści.

## Historia
Po raz pierwszy pojawiła się w 1946 roku w hodowli dr Scheuera-Karpina, ale oficjalnie powstała w 1951 roku z odłamu przyjętego przez hodowców. Kocięta o kręconej sierści uzyskano dzięki krzyżówkom z kotem rasy rex kornwalijski (cornish rex). Zarówno FIFe, jak i LOOF uznały rasę niemiecki rex. Organizacja CFA nie odróżnia jej natomiast od kotów rasy rex kornwalijski lub devon rex. Rasa niemiecki rex jest niezwykle rzadka.

## Wygląd
Kot w „owczym kożuszku”, łatwy w pielęgnacji. Futro reksów niemieckich nie ma włosów ościstych, dzięki czemu wygląda miękko i jak zamsz. 
To owłosienie jest krótkie i puszyste z tendencją do robienia się loczków. 
U reksów niemieckich dopuszczalne są futra we wszystkich kolorach występujących u europejskich kotów krótkowłosych, a więc wszystkie futra jednobarwne, z prążkami na włosach, łaciate i tabby. 

## Inne koty Rex
- Bohemian rex
- Cornish rex
- Devon rex
- Selkirk Rex